# ケンジ (アニメポケットモンスター)
ケンジは、任天堂のゲームソフト『ポケットモンスター』シリーズを原作とするアニメ『ポケットモンスター』シリーズに登場する架空の人物。声優は関智一。

## プロフィール
- 出身地：不明
- 職業：ポケモンウォッチャー、オーキド博士の助手
- 年齢：13〜15歳くらい
- 夢：ポケモンの謎を解明していくこと
- 登場時期[注 1]：OS・KG・AG・DP・PM2・SS・MV

## 各国の日本国外名
- 英語：Tracey Sketchit
- 韓国語：グァンチョル(ハングル：관철)
- 中国語
  - 普通話：小建(拼音：xiǎojiàn、注音符号：ㄒㄧㄠㄐ一ㄢ)
  - 広東語(香港)：小建(拼音：siu2 gin3)

## 人物
優しく面倒見のよい少年。基本的にまじめな優等生タイプだが、場の空気が読めない面があり、余計な一言を言ってサトシやカスミを怒らせる事もある。
ポケモンウォッチャーを自称するだけのことはあり、観察力に優れている。服装はシリーズを通し変わっていない。額に巻いた赤いバンダナが特徴的。一人称は「僕」だが、無印編116話では「俺」と言っている。
自身が話の中心になるよりも、周囲を手伝う脇役的な活躍が多く、人がいいことを理由にカスミやその姉にいいように使われてしまったりと、多少損な役回りにあり、サイドストーリーではヤマトにも「人がいいだけが取り柄」と度々言われている。好奇心は旺盛で、珍しいポケモンを発見すると思わず近づき「観察させてもらいます!」と発言し、常備しているスケッチブックにポケモンの姿をスケッチする癖があるが、これはウォッチャーにとって観察対象に対する正しい礼儀である。
タケシほどではないものの、若干年上の異性に興味はあるらしいが、そのような素振りはあまり多く見せてはいない。SSではサクラやナナコから初対面時にカスミの彼氏と思われていた。
BF編まで一つの旅を終えて帰郷したサトシをオーキド博士、ハナコ、オーキド研究所のポケモンたちと一緒に出迎えるのは通例だった。研究所ではサトシのポケモンの世話も積極的に行っており、時折サトシと連絡も取り合っているようで、BW47話ではライモンジムでどのポケモンを使うか悩んでいたサトシにアドバイスを送ろうともしていた。
SMまでのアニメにおいて、主人公サイドのレギュラーキャラクターでゲームに登場するキャラクターがモデルとなっていないのはケンジだけであった。
ケンジが登場した理由はタケシの風貌だという。アニメ初期にシリーズ構成を担当した首藤剛志によると、アニメ版ポケモンが海外展開する際に「タケシの細目は東洋人を意識させるので海外（特に欧米）の視聴者には受けないだろう」との主張が上層部から出たため、タケシは作品世界から退場することになった。その代役として登場したのがケンジである。しかし、欧米でもタケシの人気が高いことが分かったため、金銀編では逆にタケシと入れ替わってケンジはレギュラーから外れることとなり、結果として一種の試験的な役割を担うこととなった。以降タケシがニビジムに一旦帰ることはあっても新シリーズになると合流しており、BWのデントまでタケシ枠のレギュラー変更は行われなかった。

## 略歴
PM86話から登場。サトシと出会う前はポケモンウォッチャーとして各地を旅していたらしい。サトシたちとは、オレンジ諸島のボンタン島の海岸で、サトシが不良たちからラプラスを守るために戦っているときに出会う。サトシが自身が尊敬するオーキド博士の知り合いだと分かると、「自分の作ったレポートをオーキド博士に見てもらいたい」という理由でオレンジリーグに参加することを目指すサトシの旅に同行しサトシ、カスミ、ケンジの3人でオレンジ諸島を旅した。117話でマサラタウンでオーキド博士と対面し、博士の助手となった。そして118話でジョウト地方に旅立つサトシたちと別れた。
現在はオーキド研究所でポケモンの研究や世話をするなど、助手として博士のサポート役を務めている。ロケット団に拉致されたオーキド博士をヒロシと探したり、博士がシゲルを訪ねるため、サイダ島へ出向いた際には博士に同行したりと、助手として忙しく日々を過ごしている。
カスミとは旅が終わった後も交流があるようで、サイドストーリーでは何度かハナダジムを訪れている。カスミがブルーバッジを職人から受け取るための旅に出た時には、成り行きでその旅に同行する。また、どこかで手に入れたルリリの卵をカスミにプレゼントしている。
金銀編以降はサイドストーリーでの登場が多く、本編ではサトシがホウエン地方やバトルフロンティアを制覇して帰ってきた時に顔を出した以外は、オーキド博士に電話した際や回想で登場することがある。BW2編最終回ではサトシが帰ってくる前にカスミのいるハナダジムに出かけており、サトシとはすれ違いになり、サトシのイメージシーンでカスミやタケシなどの旅の仲間達と共に登場した。SM編でもサトシ達がオーキド研究所を訪れた際は不在だった。PM2ではオーキド博士が行方不明のゴウカザルを探していたと言っていたシーンで一瞬登場しており、実物としてはサトシVSダイゴのバトルを観戦するシーンで再登場となる。『めざせポケモンマスター』の最終回ではAG133話以来台詞付きで登場した。劇場版『ポケットモンスター キミにきめた!』では、エンディングにカスミやXYまでのサトシの仲間達と共に登場する。

## ケンジのポケモン
現在の手持ちはモルフォン、マリル、ストライクの3体。ケンジのポケモンは、ポケモンを探査できる能力を生かし活躍することが多い。現在はケンジの手持ちとしてオーキド研究所で生活している。

### モルフォン
コンパン→モルフォン
- 声 - 愛河里花子
- 登場時期：OS・KG・MPM・MV

86話から登場。ケンジが最初から持っていた。やや気弱な性格。複眼が赤外線カメラの様なレーダーになっているため、ポケモンの探索などで活躍する機会が多い。しかしクリスタルのイワークを探す物語では、イワークの小さなオブジェを見せて探してもらうが、イワークのように配列されたただの岩を探し出してしまった。ストライクが登場するまではバトルに参加したこともあった。
『めざせポケモンマスター』最終回ではモルフォンに進化した姿で登場した。
使用技は「ねむりごな」、「しびれごな」、「かなしばり」、「たいあたり」。

### マリル
マリル
- 声 - かないみか
- 登場時期：OS・KG・HT・MPM・SS・MV

89話から登場。コンパン同様、ケンジが最初から持っていたポケモン。金銀編に入る前に登場していたが、どの地方でゲットしたかは不明。優れた聴覚による集音能力を持っており、コンパンでもサーチ出来なかったポケモンの居場所を遠くから聴こえる微かな鳴き声から割り出す。泳ぎも得意で、水中での探索でも活躍する。カスミのトゲピーをしっぽであやすなど優しい性格で、「みずでっぽう」で消火活動をするといった活躍も見せている。ただし、やや泣き虫な所がある。無印編226話やSSでは、オーキド研究所の庭に住むマリルのリーダー格になっている様子が描かれた。
「めざせポケモンマスター」最終回で久々に登場し、ピカチュウとの再会を喜んでいた。
使用技は「みずでっぽう」、「たいあたり」。

### ストライク
ストライク
- 声 - 石塚運昇
- 性別：♂
- 登場時期：OS・KG・MPM・SS・MV

99話から登場。マーコット島に住むストライクの群れのリーダーだったが、ボス争いに敗れ傷つき倒れていた所をケンジが発見し、治療を拒否したためやむなくゲットする。その後、ロケット団が元いた群れのストライクたちを捕まえようとした際、群れを救出しようとしたケンジの人柄を認め群れを新たなリーダーに任せ、正式にケンジのポケモンとなる。ゲットされてからは戦力として度々バトルで活躍している。高齢のため通常のストライクとは違い、目元にシワが目立ち、両頬にヒゲが伸びており、羽の所々に細かい傷や綻びがある。プライドが高く、サトシのリザードンと一時期対立したが、その後ロケット団を共同戦線で撃退したことでお互いの強さを認めあった。長年群れのリーダーを務めており高齢のためスタミナに難があり、長期戦は苦手とする。SSではヤマトやコサブロウのポケモンと戦っている。虫タイプが嫌いなカスミも初対面の時は嫌がっていたが、仲間になってからは嫌がる素振りはせず、普通に接している。
「めざせポケモンマスター」最終回で久々に登場しており、更に老けたのかケンジの鞄を支えに歩いていた。
使用技は「いあいぎり」、「でんこうせっか」。「かげぶんしん」、「きりさく」、「つるぎのまい」、「ロケットずつき」。